# Жоффруа I (граф Провансу)
Жоффруа I (фр. Geoffroi Ier de Provence; бл. 1015 — 1061/1062) — граф Провансу в 1018—1061/1062 роках.

## Життєпис
Походив з династії Бозонідів (Прованського дому), з молодшої гілки. Другий син Вільгельма II, графа Провансу, та Герберги Бургундської. 1018 року він згаданий разом з братами, матір'ю і бабцею-графинею Аделаїдою Анжуйською в новому акті про дарування абатству Сен-Віктор в Марселі.
У 1018 році після смерті батька разом з братами Вільгельмом і Фульком Бертраном успадкував його володіння. Через малий вік регентство здійснювали їх мати і бабця. Вона організували 1020 року придушення спротиву Понса де Фоса і захоплення замку Фос-сюр-Мер. Але родина де Фос 1021 року знову повстала, внаслідок чого Аделаїда Анжуйська запросила на допомогу Вільгельма III, графа Тулузи, який до 1023 року приборкав бунтівних васалів Провансу, разом з тим зміцнив свій вплив в цьому графстві.
Близько 1030 року панував у Провансі лише з братом Фульком Бертраном, інший брат Вільгельм IV помер до того. Ймовірно відповідав за південну частину Провансу. У 1030—1032 роках брав участь у придушенні повстання родів Фоса і Бо. З 1032 року розпочав політику наділення алодами своїх васалів, що призвело до послаблення графської влади.
1037 року разом з братом. Того ж року зробив пожертву Клюнійському абатству, 1039 року — архієпископству Арль, 1040 року — абатству Сен-Віктор в Марселі. Також відновив абатство Спарро, яке передав архієпископству Екс. У 1045 і 1048 роках дозволив віконтам Марселю зробити пожертви монастирю Сен-Віктора. У 1048 році очолив похід проти бунтівного роду де Фоса. Жоффруа I допомагали віконти Марселю Айкард і Жоффруа.
1051 року після смерті брата Фулька Бертрана став старшим графом Провансу. Став панувати з небожами Вільгельмом і Жоффруа. Втім вимушений був відмовитися від маркізату Прованс на користь Бертрана Тулузького. Помер Жоффруа I у 1061 або 1062 році.

## Родина
Дружина — Стефанія, донька Вільгельма II, віконта Марселю
Діти:
- Бертран (д/н—1094), граф і маркіз Провансу
- Герберга (бл. 1060—1115), дружина Жильбера де Мійо, графа Жеводану
- Стефанія (д/н—1085), дружина Вільгельма II, граф Бесалу
- Ерменгарда, дружина Раймунда IV, графа Тулузи